# 愛知県交通安全協会
一般財団法人愛知県交通安全協会（いっぱんざいだんほうじんあいちけんこうつうあんぜんきょうかい）は、愛知県内の地区交通安全協会を統括する交通安全協会。

## 概要
1933年（昭和8年）5月14日設立。愛知県内の地区交通安全協会を統括する交通安全協会で、愛知県内での季節単位で開催する交通安全運動をはじめ、自動車・自動二輪車の運転免許更新の伝達・更新事務、申請書や収入証紙の委託販売業務、自転車などに貼る反射シールや車輪のスポークに貼る反射材などの交通安全グッズの頒布、交通安全功労者の表彰及び国や全国法人への表彰推薦などを事業としている。
また、運転技能向上のために直営のあいち自動車学校、一宮自動車学校、岡崎自動車学校、平針自動車練習所、豊川自動車練習所を運営している。

## 地区
| - 千種支部 - 東支部 - 北支部 - 西支部 - 中村支部 - 中支部 - 昭和支部 - 瑞穂支部 - 熱田支部 - 中川支部 - 港支部 - 名古屋水上支部 - 緑支部 - 名東支部 | - 天白支部 - 一宮支部 - 瀬戸支部 - 春日井支部 - 津島支部 - 犬山支部 - 江南支部 - 小牧支部 - 稲沢支部 - 西枇杷島支部 - 愛知支部 - 蟹江支部 - 半田支部 - 東海大府支部 | - 知多支部 - 岡崎支部 - 刈谷支部 - 豊田支部 - 足助支部 - 安城支部 - 西尾支部 - 高浜支部 - 豊橋支部 - 豊川支部 - 蒲郡支部 - 新城支部 - 田原支部 - 設楽支部 |

## あいち自動車学校
あいち自動車学校（あいちじどうしゃがっこう）とは、1940年（昭和15年）8月30日に一県一校制のもとに創立された愛知県名古屋市北区にある、愛知県交通安全協会が経営する自動車教習所。旧愛知県自動車学校。
かつては豊川市に姉妹校として「愛知県豊川自動車学校」を東三河運転免許センターに併設していたが、現在は閉校し自動車練習場（届出自動車教習所）としている。

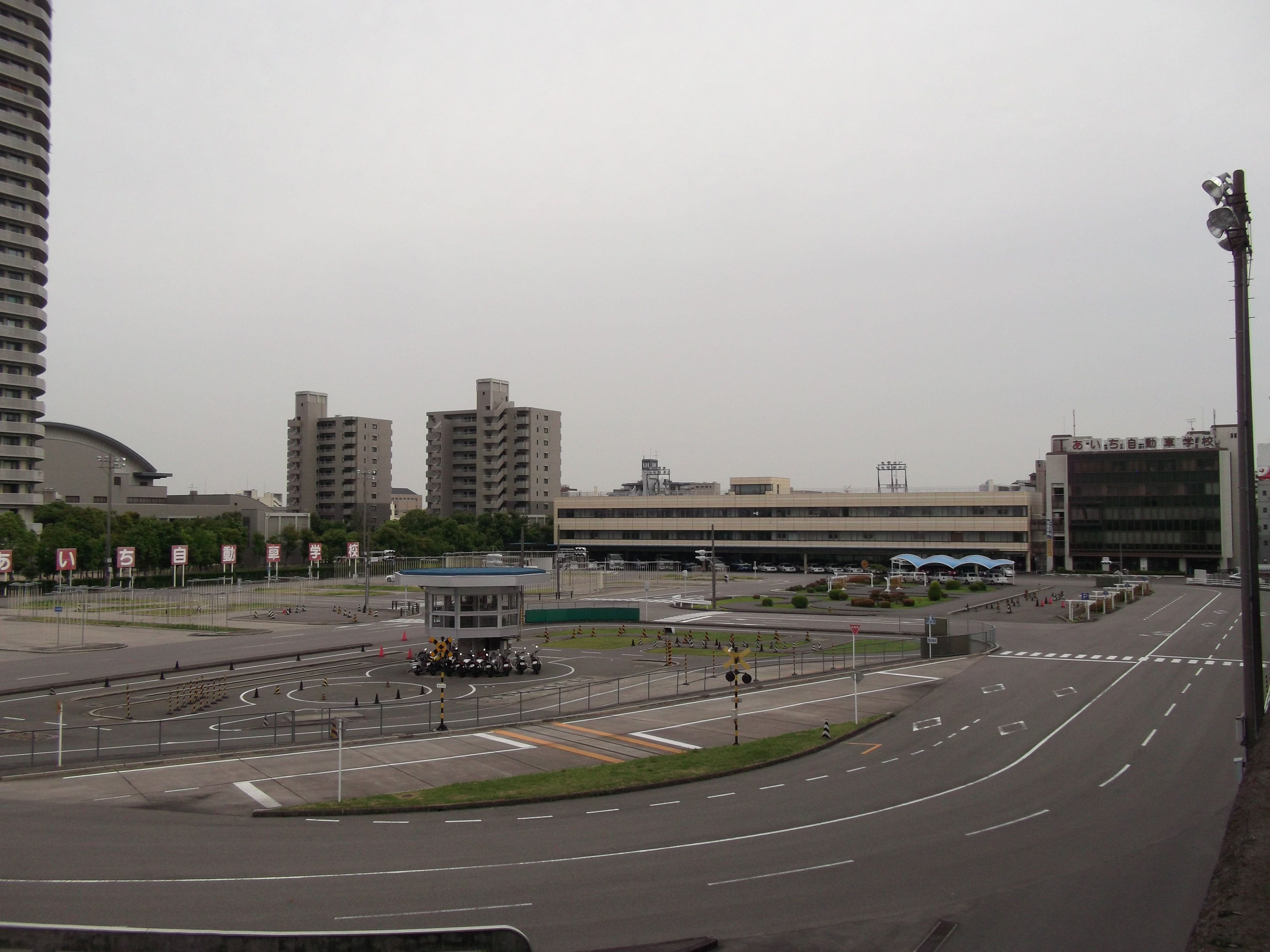
あいち自動車学校 全景

### 教習車種
- 普通自動車[2][3][4]（MT・AT）教習車種:トヨタ・カローラ※1990年代前半までは、クラウン（8代目後期まで）を使用していた
- 普通自動車（身障）教習車種:トヨタ コンフォート
- 普通二種[2][4]
- 準中型自動車[4][3]
- 中型自動車[2][4]
- 大型自動車[2][4]
- 普通自動二輪車[3][4]
- 大型自動二輪車[3][4]
- 大型特殊自動車[2][4]
- けん引自動車[2][4]

### その他
運転教習のみ、日曜も行っている。